# Vought F-8 Crusader
Воут F-8 «Крусейдер» (Крестоносец; англ. Vought F-8 Crusader) — американский истребитель палубного базирования, это серийный самолёт с изменяемым в полёте углом установки крыла.  В составе ВМС Франции эксплуатировался до 1999 года.

## История создания
В сентябре 1952 года ВМС США выдвинули технические требования к новому сверхзвуковому палубному истребителю. Этот самолёт должен был развивать максимальную скорость M=1,2 на высоте 9150 м, скороподъёмность 127 м/с и посадочную скорость не более 160 км/ч. Вооружение должно было состоять из 20-мм пушек. Исходя из этих требований, конструкторская группа фирмы Воут во главе с Джоном Расселом Кларком разработала проект V-383. Наиболее необычной чертой этого самолёта было крыло с изменяемым углом установки, которое позволяло улучшить взлётно-посадочные характеристики (поворот крыла позволяет выполнять посадку и взлёт при почти горизонтальном положении фюзеляжа, вследствие чего значительно уменьшается потребная высота шасси). Также был представлен проект разведывательной версии V-382. Основными конкурентами этой машины выступали Грумман F-11 «Тайгер», Макдоннел F-3 «Демон» и Норт Америкэн F-100 «Супер Фьюри» (палубная версия «Супер Сейбра»).
В мае 1953 года фирма «Чанс-Воут» заняла первое место в конкурсе на эскизный проект, проведённом ВМС США, и в июне фирма получила заказ на три прототипа XF8U-1.
Новая машина выполнила первый полёт 25 марта 1955 года (пилот — Джон Конрад), превысив при этом скорость звука. Испытания проходили быстро и без проблем. 
Первый серийный самолёт поднялся в воздух 30 сентября 1955 года. 
В 1957 году F-8 начал поступать на вооружение ВМС. 
Серийное производство продолжалось до 1965 года, всего был построен 1261 самолёт.

## Конструкция
Крыло стреловидное, при этом данный уникальный в истории авиации самолёт имел изменяемый в полёте угол установки крыла, в двух положениях: крейсерском и взлётно-посадочном. В режиме полёта с крейсерской и максимальной скоростями крыло занимает нормальное положение. Для полёта с малыми индикаторными скоростями оно поворачивается на положительный угол около 7 град. Дополнительно носки крыла при этом опускаются.
С целью улучшения обзора фонарь кабины спереди срезан под большим углом, а носовая часть фюзеляжа заострена и опущена, что очень важно для посадки на авианосец.
Хвостовая часть фюзеляжа занята двигателем и изготовлена в основном из титановых сплавов. В результате работ, проведённых фирмой «Чанс-Воут», освоена точечная сварка титановой обшивки, применение которой значительно уменьшило вес. 
Для выполнения в полёте дозаправки топливом на левом борту фюзеляжа установлена убирающаяся заправочная штанга.

### Вооружение
Вооружение самолёта состоит из четырёх 20-мм авиапушек, установленных в носовой части фюзеляжа, а также неуправляемых и управляемых реактивных снарядов. Боезапас пушек размещается в фюзеляже сзади кабины. Неуправляемые снаряды со складывающимся оперением помещаются в убирающемся блоке под центральной секцией фюзеляжа, где могли размещаться 32 НАР en:Mk 4/Mk 40 Folding-Fin Aerial Rocket Блок выпускается и убирается автоматически с помощью автоматической системы управления огнём, имеющей вычислительное устройство. Под фюзеляжем могут быть подвешены 2-4 ракеты воздух-воздух «Сайдвиндер» AAM-N-7 калибра 127 мм, снабжённые инфракрасной системой наведения.
В варианте фоторазведчика F8U-1P в нижней части фюзеляжа размещается фотографическое оборудование.

## Эксплуатация

### США

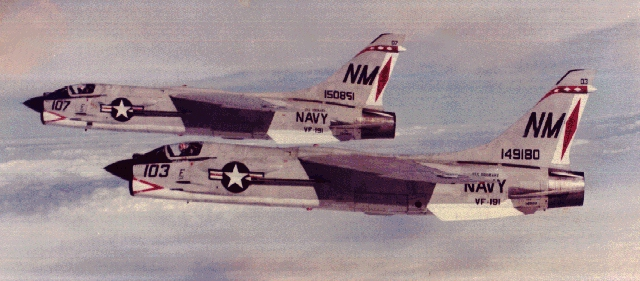
Пара F-8J из 191-й истребительной эскадрильи ВМС США, 1974/1975 год

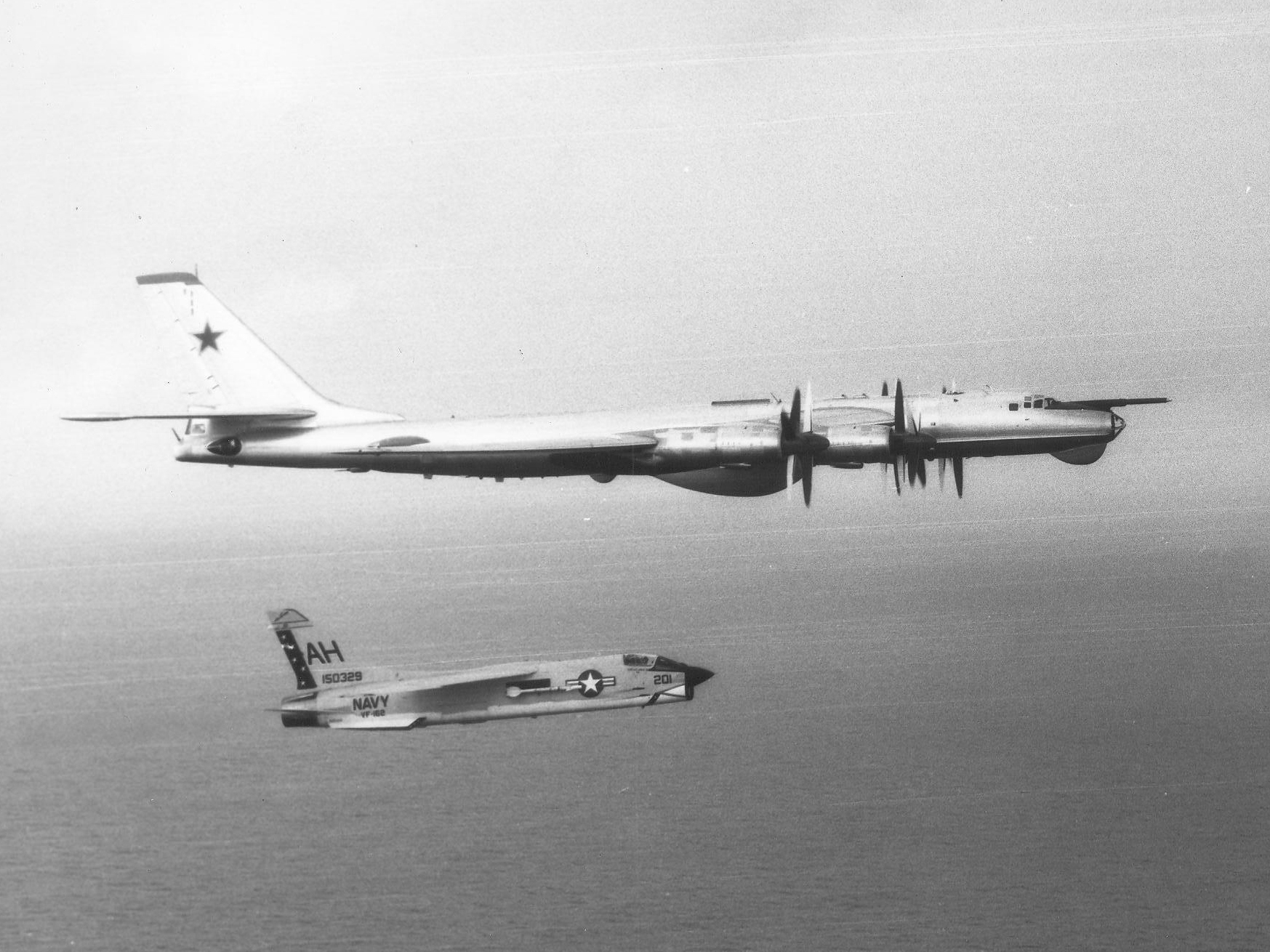
F-8E с авианосца «Орискани» сопровождает советский Ту-95

«Крусейдер» поступил на вооружение под обозначением F8U; в 1962 году в результате унификации обозначений авиатехники в Вооружённых силах США он превратился в F-8.
Первой новый самолёт получила 32-я истребительная эскадрилья «Меченосцы» (Swordsmen), находившаяся на борту авианосца «Саратога» во время его средиземноморского похода в 1957 году. В том же году F-8 поступил в 122-ю истребительную эскадрилью Корпуса морской пехоты США.
В отличие от большинства других палубных самолётов 1950-х годов, «Крусейдер» состоял на вооружении достаточно долго. В истории американских ВМС он обычно упоминается как «последний пушечный истребитель» — появившийся несколько позднее F-4 не имел встроенного пушечного вооружения, а на самолётах четвёртого поколения F-14 и F/A-18 авиапушка уже не играла значительной роли. «Крусейдер» оставался основным американским палубным истребителем вплоть до появления на флоте значительного количества F-4 «Фантом» II в первой половине 1960-х годов.
Он имел высокий уровень аварийности (выше, чем у «Фантома» и «Скайхока»), обычно не прощая пилотам ошибок на посадке, однако при этом обладал уникальной особенностью. В августе 1960 года пилот ВМС США по невнимательности совершил взлёт с авиабазы возле Неаполя (Италия) со сложенными крыльями. Обнаружив нештатную ситуацию лишь на высоте 1,5 км, он сохранил присутствие духа и вместо катапультирования начал слив топлива, одновременно проверяя управляемость машины. Этот полёт продолжался 24 минуты и завершился благополучной посадкой без потери машины. Всего в биографии «Крусейдера» было по крайней мере восемь подобных случаев с американскими самолётами и один с французским.
Известна ещё одна необычная история, произошедшая с F-8 в лётной школе. Курсант во время отработки посадки на палубу авианосца (выполняемой на сухопутном макете палубы) дважды не сумел зацепить гаком посадочные тросы. Делая третий заход, он потерял управление и катапультировался. Его F-8H, лишившись пилота, самостоятельно «совершил посадку» на ВПП и зацепил трос, получив при этом лишь небольшие повреждения.
Последние американские истребители F-8 были выведены из состава боевых подразделений в 1976 году. Разведывательные «Крусейдеры» прослужили дольше и были окончательно сняты с вооружения Резерва ВМС в марте 1987 года.

### Филиппины
В 1977 году ВВС Филиппин закупили 35 самолётов F-8H из числа находившихся на хранении. 25 истребителей были приняты на вооружение, а остальные 10 — разобраны на запчасти. Подготовка пилотов проходила в США. В 1988 году эксплуатация филиппинских самолётов была приостановлена, а в 1991 году машины получили повреждения во время извержения вулкана Пинатубо и были окончательно списаны.

### Франция

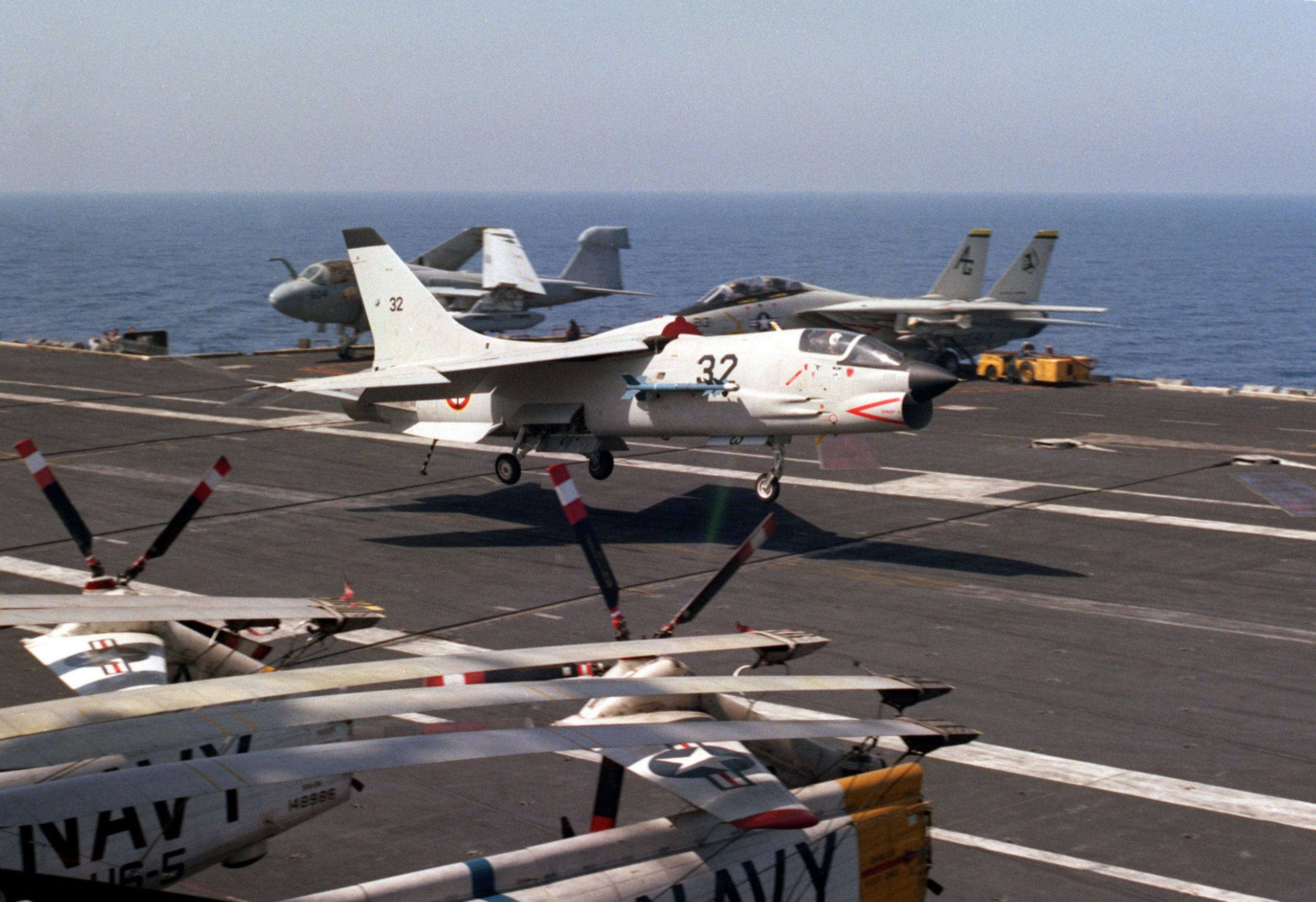
Французский F-8E(FN) совершает посадку на палубу американского авианосца «Дуайт Эйзенхауэр», 1983 год

42 самолёта F-8E(FN), полученные ВМС Франции в 1964—1965 годах, были последними серийными «Крусейдерами». Они состояли на вооружении 12-й и 14-й эскадрилий, в разное время базировавшихся на авианосцах «Клемансо» и «Фош». Вместо ракет AIM-9 французские самолёты могли нести две R530 или R550.
С 1991 года 17 остававшихся в строю машин прошли модернизацию для продления жизненного цикла и получили новое обозначение F-8P. В декабре 1999 года последние французские «Крусейдеры» были сняты с вооружения, что стало концом сорокалетней эксплуатации этого типа самолётов.

## Боевое применение
22 декабря 1959 года в конце взлётной полосы японского аэродрома Атсуги у американского истребителя F-8 Crusader, пилотируемого майором Гордоном Джексоном, отвалилась новейшая управляемая ракета «воздух-воздух» AIM-9 Sidewinder. Ракета при падении взорвалась, ранив при этом японского местного жителя. Командование ВМС США изначально распространяло ложную информацию, что с самолёта оторвалась «маленькая тренировочная бомба», позже вынуждено было признать, что с F-8 оторвалась новейшая ракета.

### Инцидент с автоматическим дрейфующим аэростатом у берегов Джорджии
В своём первом воздушном перехвате истребители F-8 Crusader участвовали 7 июня 1960 года. В этот день, вылетевший с авиастанции Глинко, американский автоматический дрейфующий аэростат (АДА) с грузом ядерной эмульсии улетел на слишком большое расстояние от берега в 250 миль и его решили уничтожить с помощью авиации. На перехват уходящего аэростата было отправлено звено истребителей F-8 Crusader. Лишь одному истребителю удалось выйти на дистанцию открытия огня, американский пилот лейтенант Фрэд Винтон выпустил 50 снарядов из авиационной пушки «Крусейдера», однако аэростат выдержал попадания и продолжил неконтролируемый полёт дальше от берега.

### Куба
Разведчики RF-8A сыграли важную роль в ходе Карибского кризиса осенью 1962 года. С 23 октября они выполняли разведывательные вылеты над Кубой в рамках операции «Голубая луна» (Blue Moon). К каждой из целей было «прикреплено» два RF-8 из состава 62-й эскадрильи фоторазведчиков, пара выполняла по два вылета в день, взлетая с авиабазы Ки-Уэст и возвращаясь в Джексонвилль. Известен по крайней мере один случай, когда самолёты подверглись обстрелу с земли, при этом один из них получил повреждения, но сумел вернуться на базу.
После завершения кризиса RF-8 контролировали вывод советских баллистических ракет с Кубы. Интересно, что отображение числа боевых вылетов на фюзеляже самолёта велось в виде мёртвых цыплят — намёк на известный случай, когда Фидель Кастро во время своего пребывания в Нью-Йорке в 1960 году (куда он приехал на заседание Генеральной Ассамблеи ООН) потребовал, чтобы предназначенных ему на обед цыплят убивали и готовили у него на виду во избежание попытки отравления.

### Юго-Восточная Азия

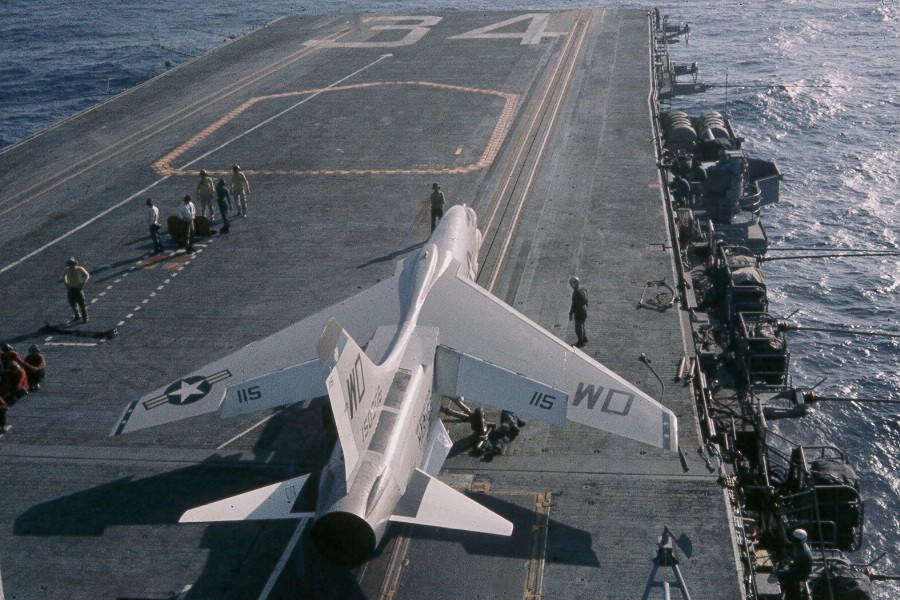
F-8E из 212-й истребительной (всепогодной) эскадрильи КМП США готовится к запуску. Фотография сделана в 1965 году, когда эскадрилья выполняла боевые вылеты во Вьетнаме с авианосца «Орискани».

После возобновления гражданской войны в Лаосе весной 1964 года «Крусейдеры» начали выполнять разведывательные вылеты над этой страной в рамках программы «Команда янки» (Yankee Team). В июне два F-8 были сбиты огнём с земли; пилот одного из них был спасён, пилот другого попал в плен к солдатам Патет-Лао, но сумел бежать.
2 августа 1964 года четвёрка F-8 с авианосца «Тикондерога» приняла участие в первом Тонкинском инциденте, атаковав северовьетнамские торпедные катера пушечным огнём и неуправляемыми ракетами.
«Крусейдеры» ВМС и морской пехоты активно использовались в ходе Вьетнамской войны. Самолёты военно-морских сил в основном действовали над Северным Вьетнамом, выполняя эскортирование групп штурмовиков, обеспечивая прикрытие авианосных группировок, а также привлекаясь к ударам по наземным целям. Широкое применение получили разведывательные варианты. F-8 морской пехоты базировались в Чулае и Дананге и действовали почти исключительно в Южном Вьетнаме (хотя известно, что несколько самолётов были потеряны и на севере), оказывая поддержку наземным подразделениям. Стандартным вооружением были неуправляемые ракеты «Зуни» и бомбы Mk.82. 17 августа 1966 года F-8E ВМС США, гружённый «под завязку» бомбами Mk.82, не смог подняться на достаточную высоту при взлёте с аэродрома в Да Нанге, что вынудило пилота катапультироваться. F-8E с серийным номером 150321, потеряв управление, рухнул на жилые дома южновьетнамцев. В результате крушения начали детонировать авиабомбы, убив 33 южновьетнамских мирных жителей, сам американский пилот старший лейтенант Вальтер Дохерти при приземлении не сильно поранился.
F-8 были первыми американскими самолётами, встретившимися в воздушном бою с авиацией Северного Вьетнама. Это произошло 3 апреля 1965 года; по вьетнамским данным, в тот день истребителями МиГ-17 был сбит один и повреждён другой «Крусейдер», но американская сторона признала тяжёлое повреждение одного самолёта. На первую воздушную победу на F-8 претендует коммандер Гарольд Марр из 211-й истребительной эскадрильи, 12 июня 1966 года предположительно сбивший МиГ-17. Марру удалось подловить противника, когда тот израсходовал значительную часть топлива и попытался выйти из боя; выпущенный с расстояния в полмили (800 метров) «Сайдуиндер» оторвал МиГу хвостовую часть фюзеляжа и часть правой плоскости крыла (однако по данным Вьетнама 12 июня ни одного МиГ-17 потеряно не было). Всего на счёт «Крусейдеров» во Вьетнаме было записано 19 сбитых истребителей противника (не все подтверждены противником), при потере от 3 до 11 самолётов в воздушных боях. Уступив палубным модификациям F-4 в абсолютном числе побед, «Крусейдеры» превзошли их в относительной результативности. Преимуществами F-8 в сравнении с «Фантомом» были лучшая манёвренность (сравнимая с манёвренностью МиГ-17) и наличие встроенного пушечного вооружения, хотя и не слишком надёжного.
В конце 1960-х и начале 1970-х годов F-8 уже снимались с вооружения ВМС США. Несмотря на это, они всё же приняли участие в новой кампании бомбардировок Северного Вьетнама в 1972 году («Лайнбэкер» I) на «вторых ролях». Всего за восемь лет войны ВМС и КМП потеряли в Юго-Восточной Азии около 170 «Крусейдеров», примерно половина этих потерь произошла по небоевым причинам.

### Перехваты советских самолётов разведчиков
21 ноября 1967 года самолёт RF-8G эскадрильи VFP-62 ВМС США, взлетевший с авианосца USS Shangri-La, упал в Атлантический океан во время перехвата советского самолёта Ту-95. Пилот лейтенант Гари Адамс катапультировался и был спасён вертолётом, советские самолёты позже вернулись и пролетели над местом крушения.

### Обстрел исследовательского судна Pacific Seal
13 августа 1968 года, недалеко от острова Санта Роса, в гражданский исследовательский корабль SS Pacific Seal (вместимость 298 БРТ) попала ракета AIM-9 Sidewinder, выпущенная истребителем F-8 Crusader ВМС США, пилотируемым младшим лейтенантом Романом С. Охнемусом. Корабль в результате попадания загорелся, три человека было ранено, два из них тяжело. Подбитый корабль вернулся в порт Хуенеме, младший лейтенант Охнемус вскоре погибнет в катастрофе самолёта F-8.

## Аварийность

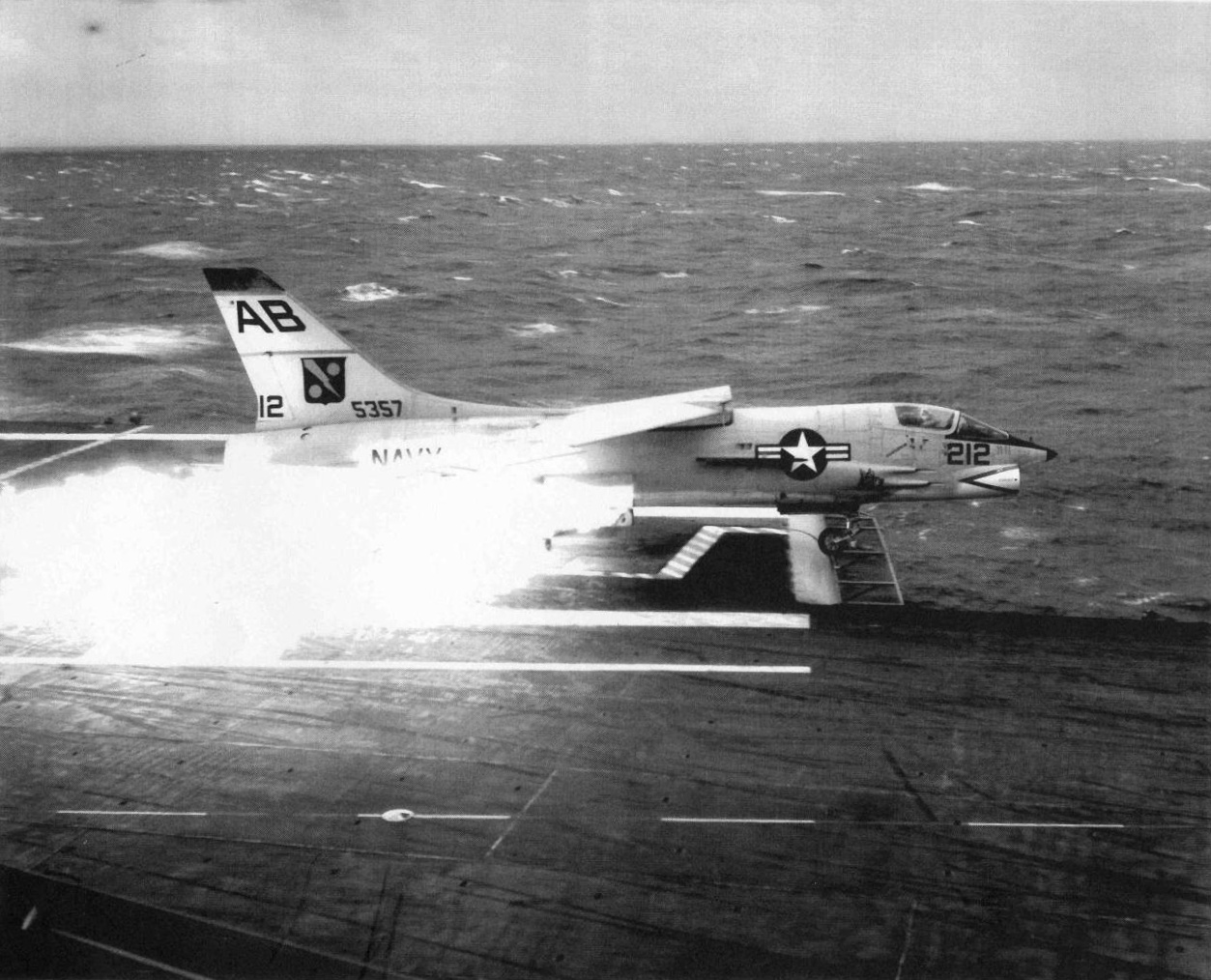
Загоревшийся F-8, после посадки на авианосце. 1961 год

В ходе аварий и катастроф было разбито 648 самолётов F-8 Crusader из 1261 построенных. По словам ветеранов эскадрильи VFP62 ВМС США самолёт F-8 «Крусейдер» был «истребителем на котором летать опасно».
11 августа 1959 у побережья Южной Каролины истребитель F-8A КМП США попытался совершить тренировочный пуск ракеты AIM-9 Sidewinder, однако ракета не оторвалась от держателя и пламя от ракетного двигателя подожгло сам самолёт. Американский пилот старший лейтенант Джон Гленн катапультировался, однако парашют также не раскрылся и он погиб.
6 октября 1961 самолёт-разведчик RF-8A ВМС США был сбит ракетой AIM-9, выпущенной однотипным самолётом. Американский пилот Чарльз Прайс катапультировался.
21 мая 1963 возле авиабазы Юма истребитель F-8A ВМС США был сбит ракетой AIM-9, по ошибке выпущенной однотипным самолётом из другого подразделения. Американский пилот младший лейтенант Джон Эмерсон успешно катапультировался.

## Варианты
- XF8U-1 (XF-8A) — два прототипа.
- F8U-1 (F-8A) — первый серийный вариант. Начиная с 31-го самолёта, двигатель J57-P-12 заменён более мощным J57-P-4A. Построено 318 машин.
- YF8U-1 (YF-8A) — один F8U-1, использовавшийся для лётных испытаний.
- YF8U-1E (YF-8B) — один F8U-1, переоборудованный в прототип F8U-1E.
- F8U-1E (F-8B) — установлен радар AN/APS-67, сделавший возможным ограниченное применение в сложных метеорологических условиях. Подфюзеляжный контейнер с НАР наглухо закрыт, поскольку на практике никогда не применялся. Первый полёт — 3 сентября 1958 года, построено 130 машин.
- YF8U-2 (YF-8C) — два F8U-1, использовавшиеся для испытаний двигателя J57-P-16.
- F8U-2 (F-8C) — установлен двигатель J57-P-16 (тяга — 4858/7673 кгс), два подфюзеляжных гребня для улучшения управляемости, Y-образные пилоны для ракет AIM-9 по бокам фюзеляжа (по 2 ракеты на пилон). Первый полёт — 20 августа 1957 года, построено 187 машин. Этот вариант иногда упоминается как «Крусейдер» II.
- F8U-2N (F-8D) — всепогодный вариант. Двигатель J57-P-20 (тяга — 4858/8172 кгс). Внутренний контейнер с НАР заменён дополнительным топливным баком. Оснащён системой автоматической посадки APC. Первый полёт — 16 февраля 1960 года, построено 152 машины.
- YF8U-2N (YF-8D) — один самолёт, использовавшийся для испытаний в программе F8U-2N.
- YF8U-NE — один F8U-1, переоборудованный в прототип F8U-2NE.
- F8U-2NE (F-8E) — двигатель J57-P-20A, радар AN/APQ-94 в увеличенном носовом обтекателе, над центрпланом размещён отсек («горб») с оборудованием для наведения ракет «воздух-поверхность» AGM-12 «Буллпап», катапультируемое кресло Мартин-Бейкер. Максимальная боевая нагрузка увеличена до 2270 кг. Первый полёт — 30 июня 1961 года, построено 286 машин (последняя серийная модификация для авиации США).
- F-8E(FN) — истребитель завоевания превосходства в воздухе для ВМС Франции. Построено 42 машины.
- F-8H — модернизированный F-8D с усиленными фюзеляжем и шасси. Переоборудовано 89 самолётов.
- F-8J — модернизированный F-8E. Двигатель J57-P-20A, пилоны для ПТБ, доработанное крыло. Переоборудовано 136 машин.
- F-8K — модернизированный F-8C с двигателем J57-P-20A и возможностью нести УР AGM-12. Переоборудовано 87 машин.
- F-8L — модернизированный F-8B с подкрыльевыми узлами подвески. Переоборудована 61 машина.
- F-8P — модернизированный F-8E(FN) ВМС Франции. 17 машин переоборудованы в конце 1980-х годов для продления жизненного цикла на 10 лет. Использовались до 1999 года.
- DF-8F — снятые с вооружения F-8A, использовавшиеся для буксировки мишеней.
- F8U-1KU (QF-8A) — снятые с вооружения F-8A, переоборудованные в радиоуправляемые мишени.
- YF8U-1P (YRF-8A) — прототипы в программе разработки фоторазведчика F8U-1P
- F8U-1P (RF-8A) — невооружённый фоторазведчик на базе F8U-1E. Построено 144 машины.
- RF-8G — модернизированный RF-8A.
- XF8U-1T — один XF8U-2NE, испытывавшийся как двухместная учебно-тренировочная модификация.
- F8U-1T (TF-8A) — двухместный учебно-тренировочный вариант на основе F8U-2NE, фюзеляж удлинён на 0,61 м, пушечное вооружение сокращено до 2 пушек, двигатель J57-P-20A. Первый полёт — 20 февраля 1962 года. Построена 1 машина, несколько переоборудованы из F-8A.
- XF8U-3 «Крусейдер» III — новый самолёт на базе F-8, созданный как конкурент F-4; двигатель J75-P-5A. Первый полёт — 2 июня 1958 года. Построено 5 машин.

## Тактико-технические характеристики

Схема самолёта F8E.

Приведенные характеристики соответствуют модификации F-8H.
Источник данных: Standard Aircraft Characteristics ; Loftin L. K., Jr., 1985.

Технические характеристики
- Экипаж: 1 (пилот)
- Длина: 16,53 м
- Размах крыла: 10,87 м
  - сложенных: 6,86 м
- Высота: 4,8 м
- Площадь крыла: 34,84 м²
- Стреловидность по линии 1/4 хорд: 42°
- Коэффициент удлинения крыла: 3,4
- Средняя аэродинамическая хорда: 3,59 м
- Профиль крыла: NACA 65A-006 корень крыла, NACA 65A-005 законцовки
- База шасси: 5,51 м
- Колея шасси: 2,95 м
- Масса пустого: 8538 кг
- Масса снаряжённого: 9134 кг
- Нормальная взлётная масса: 13 646 кг (с 2×AIM-9)
- Максимальная взлётная масса: 15 549 кг
- Максимальная посадочная масса: 11 793 кг
- Масса в бою: 11 704 кг
- Масса топлива во внутренних баках: 4158 кг
- Объём топливных баков: 5103 л
- Силовая установка: 1 × ТРДФ Pratt & Whitney J57-P-420
  - Бесфорсажная тяга: 1 × 55,2 кН (5625 кгс) (максимальная)
    - нормальная: 1 × 40,7 кН (4150 кгс)

  - Форсажная тяга: 1 × 87,2 кН (8890 кгс)
  - Длина двигателя: 6,85 м
  - Диаметр двигателя: 1,03 м
- Коэффициент лобового сопротивления при нулевой подъёмной силе: 0,0133
- Эквивалентная площадь сопротивления: 0,465 м²

Лётные характеристики
- Максимальная скорость: 1859 км/ч (на высоте 11000 м)
  - у земли: 1226 км/ч
- Крейсерская скорость: 895 км/ч
- Скорость сваливания: 267 км/ч
- Боевой радиус:  
  - с 2×AIM-9: 663 км
  - с 4×AIM-9: 635 км
  - с 8×Mk-82: 117 км
- Практическая дальность:  
  - с 2×AIM-9: 2224 км
  - с 4×AIM-9: 1930 км
  - с 8×Mk-82: 1139 км
- Перегоночная дальность: 2295 км
- Практический потолок: 12 802 м
- Скороподъёмность: 118,4 м/с
- Время набора высоты:
  - 6096 м за 2,8 мин
  - 9144 м за 4,7 мин
- Нагрузка на крыло: 391,7 кг/м² (при нормальной взлётной массе)
- Тяговооружённость: 0,41 / 0,65 (на максимале / с форсажем)
- Длина разбега: 780 м (при нормальной взлётной массе)
- Длина пробега: 1432 м
- Аэродинамическое качество: 12,8

Вооружение
- Стрелково-пушечное: 4 × 20 мм пушки Mk-12 с 500 патр.
- Точки подвески: 6 (2 под крылом, 4 на фюзеляже)
- Управляемые ракеты: до 4 × AIM-9
- Неуправляемые ракеты:  
  - на фюзеляже:
    - 4 × 2×127 мм ракет «Зуни» в блоках LAU-33
    - 2 × 2×127 мм ракет «Зуни» в блоках LAU-35

  - под крылом:
    - 4 × 7×70 мм ракет «Гидра» в блоках LAU-32/56/68
    - 4 × 19×70 мм ракет «Гидра» в блоках LAU-3/60/61/69
    - 4 × 4×127 мм ракет «Зуни» в блоках LAU-10
- Бомбы: свободнопадающие:
  - фугасные:
    - 8 × 241 кг Mk 82 или 119 кг Mk 81
    - 4 × 460 кг Mk 83 или 340 кг M117
    - 2 × 925 кг Mk 84

  - зажигательные:
    - 4 × Mk-77
    - 2 × Mk-79

  - кассетные:
    - 8 × Mk-20 Rockeye II
    - 4 × CBU-24/29/49